# Cathy Delanssay
 (septembre 2016).
Cathy Delanssay, née le 19 août 1976, est une illustratrice française pour l'édition jeunesse.

## Biographie
Après un BTS en décoration d'intérieur et diverses expériences professionnelles, Cathy Delanssay devient illustratrice indépendante en 2005. Elle a depuis réalisé de nombreux albums où se mêlent poésie, rêve et féminité.[réf. nécessaire]

## Publications
- À l’orée des fées, Balivernes
- Mieux que dix fées, Balivernes
- Le murmure des Dieux, Balivernes
- Doux comme un souvenir, Balivernes
- Rêves d'orchidées, Balivernes
- Donne-moi la lune, Auzou
- La gardienne des océans, Auzou
- Balalaïka, Auzou
- La vie secrète des princesses, Auzou
- La vie secrète des fées, Auzou
- 18 histoires de fées et de princesses, Hemma
- 15 histoires de fées et de princesses, vol. 2, Hemma
- La fée du Bourg enchanté. Mille et une histoire, Fleurus presse
- Le prince des roses. Mille et une histoire, Fleurus presse
- La petite sirène. Mille et une histoire, Fleurus presse
- Le monde enchanté de mes 4 ans pour les filles, Fleurus éditions
- Abécédaire la lecture et l’écriture, Fleurus éditions
- Heidi (Livre CD), EPM jeunesse
- Le Bal des Fées, Éveil et Découvertes
- Le roi du rivage, Charlotte aux fraises
- Magazine Tic et Tac spécial nuit, Martin Média
- Un hôpital aux couleurs de leurs rêves, Petit à Petit
- Puzzles « Princesses », De Borée
- Cartes postales et papeterie, Éditions de Mai
- Santoro graphiques (GB)
- Caporal Cartonne (USA)